# (5148) Giordano
(5148) Giordano es un asteroide perteneciente al cinturón de asteroides, descubierto el 17 de octubre de 1960 por Cornelis Johannes van Houten en conjunto a su esposa también astrónoma Ingrid van Houten-Groeneveld y el astrónomo Tom Gehrels desde el Observatorio del Monte Palomar, Estados Unidos.

## Designación y nombre
Designado provisionalmente como 5557 P-L. Fue nombrado Giordano en honor al dominico italiano Giordano Bruno, estuvo durante 16 años viajando por Europa aunque la mayor parte de su tiempo estuvo en Londres, donde muchos de sus trabajos fueron publicados. Bruno pensaba en la existencia de otros mundos fuera del nuestro, estaba convencido de la exactitud del sistema heliocéntrico. Por estas ideas, contrarias a la iglesia, fue  condenado y quemado en el Campo dei Fiori en Roma.

## Características orbitales
Giordano está situado a una distancia media del Sol de 3,116 ua, pudiendo alejarse hasta 3,569 ua y acercarse hasta 2,662 ua. Su excentricidad es 0,145 y la inclinación orbital 1,126 grados. Emplea 2009 días en completar una órbita alrededor del Sol.

## Características físicas
La magnitud absoluta de Giordano es 14. Tiene 8,112 km de diámetro y su albedo se estima en 0,089.